# Ирклей, Валерий Михайлович
Валерий Михайлович Ирклей (4 февраля 1941, Ивано-Франковск — 22 сентября 2010) — доктор технических наук, профессор кафедры технологии полимеров и химических волокон Киевского национального университета технологий и дизайна.

## Биография
Родился 4 февраля 1941 года в Ивано-Франковске . В 1963 году окончил химико-технологический факультет Киевского технологического института легкой промышленности, после чего работал в Киевском филиале Всесоюзного научно-исследовательского института искусственного волокна Минхимпрома СССР. По окончании военной службы в 1965 году вернулся в КФ ВНИИШВ, позже реорганизованный в Украинский государственный научно-исследовательский институт искусственного волокна, где по 2000 год работал младшим научным сотрудником, заведующим лабораторией и отделом, заместителем директора по научной работе и директором института.
С 2000 года — на постоянной работе в Киевском государственном университете технологий и дизайна. Скончался 22 сентября 2010 года. Похоронен в Киеве на Байковом кладбище .

## Научная деятельность
Подготовил четырёх кандидатов наук. Автор более 230 научных трудов, получил 53 авторских свидетельства, один патент Германии, пять патентов России и два патента Украины. Работы и изобретения, относящиеся к производству химических волокон, нитей, пленок, оболочек и мембран, нашли практическое воплощение во многих странах бывшего СССР и Европы. Его научные разработки были отмечены дипломом 1-й степени Госкомитета по науке СССР, одной золотой, двумя серебряными, двумя бронзовыми медалями ВДНХ СССР и грамотами.

## Награды
Отличник химической и нефтеперерабатывающей индустрии СССР. Изобретатель СССР. Награждён орденом Дружбы народов, пятью медалями . Лауреат Государственной премии Украины в области науки и техники (2007 ; за цикл работ «Научные основы, разработка и внедрение конкурентоспособных ресурсосберегающих технологий волокнистых материалов и изделий»)